# Eophileurus montanus
Eophileurus montanus är en skalbaggsart som beskrevs av Heinrich Bernward Prell 1913. Eophileurus montanus ingår i släktet Eophileurus och familjen Dynastidae. Inga underarter finns listade i Catalogue of Life.